# شیهوری کانجییا
شیهوری کانجییا (به ژاپنی: 貫地谷 しほり Kanjiya Shihori)؛( زادهٔ ۱۲ دسامبر ۱۹۸۵) یک هنرپیشه، و بازیگر سینما اهل ژاپن است.
از فیلم‌ها یا برنامه‌های تلویزیونی که وی در آن نقش داشته است می‌توان به زن قلعه‌دار، نائوتورا و دوشیزه شرلوک اشاره کرد.